# Pro Generika
Der Pro Generika e. V. ist der Interessenverband der Generika- und Biosimilarunternehmen in Deutschland. Er vertritt derzeit 19 Unternehmen (Stand Januar 2022). Generikaunternehmen decken nach eigenen Angaben 79 Prozent des gesamten Bedarfs an Arzneimitteln der Gesetzlichen Krankenversicherung.
Der Sitz des Verbandes ist Berlin. Dort betreibt er vor allem Interessenvertretung zu Fragen der nachhaltigen Arzneimittelversorgung mit Generika und Biosimilars und deren legislativen und ökonomischen Rahmenbedingungen. Vorstandsvorsitzender des Verbandes ist seit Januar 2023 Andreas Burkhardt (TEVA).
Der Pro-Generika-Verhaltenskodex, der für alle Mitglieder gleichermaßen gilt, soll eine ethisch einwandfreie Zusammenarbeit mit Angehörigen der medizinischen Fachkreise wie Ärzten, Institutionen des Gesundheitswesens sowie Patienten garantieren.

## Ziele
Der Verein engagiert sich in Deutschland für einen starken Generika- und Biosimilarstandort. Eine bürokratiearme Gesetzgebung für die Märkte der Generika und Biosimilars sind aus Verbandssicht für das Erreichen dieses Zieles zwingend nötig. Nur so entstehe ein Wettbewerb, der letztlich eine bezahlbare Versorgung der Patienten mit Arzneimitteln garantiere. Fairer Wettbewerb und Arzneimittel-Rabattverträge sind zentrale Themen in der Arbeit des Verbandes.

## Verbandsstruktur
Der Anteil der Mitgliedsunternehmen am Generikamarkt betrug im Jahr 2016 nach Absatz 69 Prozent und nach Umsatz 55 Prozent (Quelle: IMS Phamascope). In Bezug auf den gesamten Arzneimittelmarkt der Gesetzlichen Krankenversicherung hatten die Mitglieder von Pro Generika 2016 einen Marktanteil von 50 Prozent nach Absatz und 14 Prozent nach Umsatz (Quelle: INSIGHT Health NVI-KT).

## Geschichte
ratiopharm GmbH, AbZ-Pharma GmbH, CT Arzneimittel GmbH, ribosepharm GmbH, STADApharm GmbH, ALIUD PHARMA GmbH & Co. KG gehörten 2004 zu den Gründungsmitgliedern des Verbandes.
Mit Stand Januar 2022 hat der Verband 19 Mitglieder.
Das sind: 1A Pharma GmbH, AbZ-Pharma GmbH, ALIUD PHARMA GmbH & Co. KG, Aristo Pharma GmbH, Basics GmbH – A SUN PHARMA company, DEGODE - Dermago Development GmbH, Exeltis Germany GmbH, Fairmed Healthcare GmbH, Fresenius Kabi Deutschland GmbH, hameln pharma GmbH, Hexal AG, Viatris-Gruppe Deutschland (Mylan dura GmbH, Mylan Healthcare GmbH), OmniVision GmbH, PUREN Pharma GmbH & Co. KG, ratiopharm GmbH, TEVA GmbH, ZENTIVA Pharma GmbH
Außerordentliche Mitglieder sind: ifap Service-Institut für Ärzte und Apotheker GmbH, IMS HEALTH GmbH & Co. OHG, INSIGHT Health GmbH & Co. KG, intermedix Deutschland GmbH

## Arbeitsgemeinschaften
Seit Mai 2015 ist unter dem Dach des Vereins die Arbeitsgemeinschaft Pro Biosimilars aktiv. Allen Unternehmen, die in Deutschland Biosimilars entwickeln, herstellen oder auf den Markt bringen, steht die AG offen.
Sie setzt sich für einen bedarfsgerechten Zugang der Patienten zu modernen biopharmazeutischen Arzneimitteln, für eine bezahlbare Versorgung und für faire und nachhaltige Wettbewerbsbedingungen ein.

## Kontroversen
In einem Beitrag der Satiresendung heute-show im Mai 2010 zu überteuerten Arzneimitteln, führte der Satiriker Martin Sonneborn ein Interview mit dem damaligen Geschäftsführer Peter Schmidt. Auf die Frage, ob man davon ausgehen müsse, dass uns demnächst „chinesischen Billigtabletten“ versorgen, antwortete der Pharmalobbyist unter anderem, dass freie Arzneimittel „ohne weiteres nachgeahmt“ werden könnten und „viele Produkte [...] relativ einfach herzustellen“ seien. Außerdem seien billige Arzneimittel z. B. aus China „nicht unbedingt schlechter“. Ausgestrahlt wurden zum Großteil Aussagen Schmidts, die nicht für die Öffentlichkeit bestimmt waren und etwa in den Interviewpausen geäußert worden waren. Schmidt zeigte sich über die Ausstrahlung verärgert und bezeichnete sie als „echte Schweinerei“, da Sonneborn ihn mit der Anfrage für ein ZDF-Interview gelockt habe, das man „nach Möglichkeit in einer der ‚heute‘-Sendungen, bevorzugt im ‚heute-journal‘, platzieren“ wolle. Sonneborn selbst sprach von einem Missverständnis. Nachdem Peter Schmidt als Geschäftsführer von Pro Generika e. V. entlassen worden war, rügte Thomas Bellut, damals Programmdirektor des ZDF, dieses Vorgehen und untersagte der Redaktion der heute-show, mit den Marken heute und heute-journal zu arbeiten.